# Libido
Libido (uttal: [libid'o]) är en psykoanalytisk term. Den härrör från freudiansk driftteori och syftar på livsenergi och livsdrift. Termen har framför allt förknippats med dess partialdrift, den sexuella energin och driften. Enligt den freudianska teorin är libidon och aggressionen människans två viktigaste drifter, och de viktigaste motivbilderna till människans handlande och val. För specifikt den sexuella lusten, se sexlust.
Ordet libido är hämtat från latin, där det betyder åtrå, längtan, drift, lust, begär. Det införlivades i psykologin av Sigmund Freud, när han på darwinistisk grund försökte finna en term för den drift som leder till fortplantning. Allt eftersom hans teoribildning om människans driftsliv utvecklades, förändrade han termens innebörd. Sexualiteten (eros) såg han på denna evolutionistiska grund slutligen som libidots mål. Mot libidot ställde han dödsdriften, som också uppfattades som en destruktionsdrift.
Libidon är enligt den psykoanalytiska teorin en av de allra viktigaste drifterna som utgör det omedvetna. Ett osunt eller hämmat libido ger, enligt teorin, sig till känna genom olika störningar eller andra uttryck till exempel sexuella drömmar eller narcissism (när libidot är riktat mot en själv). Sigmund Freud menade att libidot kunde störas av destruktiva mellanmänskliga relationer, i synnerhet till modern och fadern, under barndomen och senare. Men så kunde även jagdrifterna (självbevarelsedrifter) hämma det, vilka han ansåg vara libidots motsats. Ett socialt accepterat sätt att hantera en hämning eller störning (livshantering), menade Freud vara sublimering, en försvarsmekanism där de hämmade behoven uttryckts genom skapande verksamhet (konstnärligt eller intellektuellt).